# Karakatjanponny
Karakatjanponnyn är en hästras av ponnytyp som härstammar från Bulgarien. Ponnyerna avlades först av bulgariska nomader som kallas karakatjaner. Idag är rasen kritiskt utrotningshotad och trots sitt historiska värde har inte den bulgariska staten något program för att rädda gamla inhemska raser. Utavel har skett med modernare raser och även andra primitiva ponnyer från Balkan för att förbättra rasen. Idag finns enbart runt 100 exemplar av rasen och ponnyerna används främst som packdjur eller exporteras till köttproduktion.

## Historia
Karakatjanponnyn är en mycket gammal ras som avlades fram av nomadiska stammar i Bulgarien som kallas karakatjaner. En av de äldsta etniska grupperna i Europa. Dessa stammar var kända som uppfödare av bland annat hästar, hundar och får. Exakt hur länge de nomadiska stammarna har avlat dessa ponnyer är okänt, däremot var dessa nomadiska stammar bland de första att använda hästen som främsta transportmedel, medan det var vanligare att man använde sig av åsnan i övriga Balkan. Karakatjanerna använde sig troligtvis av gamla stäpp-ponnyer som den primitiva tarpanen eller ättlingar till dessa som konik- eller hucul-ponnyer som levde runt Karpaterna. 
Karakatjanponnyn avlades väldigt selektivt av karakatjanerna och under början av 1900-talet kunde det finnas mellan 50 och 100 hästar per person i stammen. Men under 1940-talet fick stammarna svårigheter med att hålla sig med så många hästar och antalet sjönk kraftigt till ca 10–15 hästar per person, varav enbart 5–10 av dessa var avelsston från gamla linjer. 
Efter andra världskriget var Bulgarien hårt utsatt med ekonomiska problem och karakatjanerna tvingades bland annat att bosätta sig, istället för att vandra. Under 1957–1958 fick även staten rättighet att ta uppfödarnas hjordar för att kunna öka beståndet av hästarna vid de privata stuterierna. Karakatjanponnyerna blev däremot överflödiga vid stuterierna och ansågs inte hålla den standard man ville ha på hästarna. De flesta karakatjanponnyerna slaktades för att bli mat till andra djur som grisar och höns och en del exporteras fortfarande utomlands för att ingå i köttproduktionen, främst till Italien. Stuterierna startade ett program för att förbättra ponnyerna genom att utavla med andra raser som t.ex. hucul-ponnyn men även större raser som kabardin och haflinger-hästar. Den bulgariska staten har än idag inget program för att rädda dessa gamla primitiva raser och det har heller inte gjorts någon ansträngning för att göra reklam för rasen och goda egenskaper. 
Sedan 1994 är karakatjan-ponnyn rödlistad av IUCN, som akut och kritiskt utrotningshotad med enbart ca 100 bevisat renrasiga karakatjanponnyer kvar. En av de större flockarna finns i Pirinbergen, i sydvästra Bulgarien där de hålls i en flock i Pirin nationalpark.

## Egenskaper
Karakatjanponnyn höll som transportdjur och packdjur inom de nomadiska stammarna och de vandrade säsongsvis från sommarbete till vinterbete och sedan tillbaka igen. Ponnyerna levde enbart på gräs, och fick inget annat foder och de fick klara sig själva mot kyla, värme och rovdjur, vilket gett en mycket härdig och tuff ras. De ponnyer som inte skulle användas under vandringarna lämnades i bergen där de fick klara sig själva.  
Karakatjanhästen är en medelstor ponny på ca 125–130 cm i mankhöjd, men räknas oftast som en miniatyrhäst, och inte en ponny. Ponnyerna är robusta och mycket väl musklade. Benen är lite korta men perfekt placerade och starka. Hovarna är mycket tåliga och hårda, något som är typiskt för en bergsras. Ponnyerna kan jobba utan hästskor. Ponnyerna är kända för att vara mycket starka, tuffa och tåliga ponnyer. De är billiga i drift då de kan leva på att enbart beta gräs. Idag används Karakatjanponnyerna fortfarande till transport och packning, bland annat för skogsbruk och för att hämta ner trä från skogarna utan att skada skogen. Det har även blivit vanligare att hålla ponnyerna som riddjur för nöjes skull. Uppfödare har också tagit vara på den ökade turismen i Bulgarien och ponnyernas lugna temperament har gjort dem utmärkta för turistridning och guidade turer i Pirinbergen. 